# Јовањдан
Свети Јован Крститељ слави се 20. јануара по грегоријанском календару (7. јануара по јулијанском календару).  Свети Јован је једна од најзаступљенијих слава у Србији – по броју свечара, налази се на четвртом месту. Међу личностима јеванђелским које окружују Спаситеља, личност Јована Крститеља заузима посебно место, како по свом чудесном доласку на свет и начину живота, тако и по свом трагичном изласку из свога живота. Он је био такве моралне чистоте да се пре могао назвати анђелом него смртним човеком, а једини је од свих пророка који је свету могао и руком показати онога кога је пророковао.
Јованова главна улога у животу била је на дан Богојављења, па је Црква од давнина, дан по Богојављењу посветила његовом спомену. За овај дан везује се и догађај са руком Претечином. Јеванђелист Лука хтео је да пренесе тело Јованово из Севастије где је великог пророка посекао цар Ирод. Успео је само да пренесе једну руку у Антиохију, своје родно место, где је чувана до десетог века, а после пренета у Цариград одакле је нестала у време Турака.

## Сабор светог Јована Крститеља
(Јеванђеље по Матеју, глава 3., и Марку, глава 2.)
"Појави се Јован крстећи у пустињи, и проповедајући крштење покајања за опраштање греха. Сва Јудејска земља и Јерусалимљани излажаху к њему исповедајући грехе своје, и он их крштаваше у реци Јордану." Он је казао „Ја вас крштавам водом да вас водим покајању; али онај који за мном иде силнији је од мене, и ја нисам достојан обућу његову понети. Он ће вас крстити Духом Светим и огњем“."У то време дође Исус из Галилеје на Јордан к Јовану. да га овај крсти. Али му се Јован противљаше, говорећи: „Ја од тебе треба да будем крштен, а ти к мени долазиш!" Исус му одговори: „Остави то јер је достојно да овако испунимо све што је право." После ових речи Јован се више није противио и крстио је Исуса у реци Јордану. По библијском схватању оба ова догађаја су веома важна: Зачеће светог Јована јер се одиграло под директном интервенцијом Божије силе, а (сабор) Исусово крштење јер од тог тренутка Исус је започео своју земаљску мисију.

## Ивањдан и Јовањдан у српским црквеним календарима
Црквени календар Ђурђа Црнојевића за 1494. годину под 24. јуном (тада још сви хришћани користе јулијански календар) овај празник наводи као црвено слово и под називом: Рожедство пророка предтече и крститеља Iωанна, а Јовањдан, 7. јануара се наводи само са почетним словом С као црвеним словом, као: Сабор свјатаго крститеља Iωанна.
Сербска летопис за 1825. годину под 7. јануаром по јулијанском календау, има црним словима уписано Iоанна крестителя, а за Ивањдан, под 24. јуном (јул. кал.) је црвеним словима исписано: Рождест. Iоанна Кр.
Црногорски годишњак Орлић од 1865. до 1870. године, оба празника наводи као црвено слово. Јовањдан, 7. јануара, се наводи као: Сабор Св. Јована, а за 24. јун се наводи: Ивањ-дан. Срби католици Дубровчани су у свом календару Дубровник за 1897. имали црквене календаре и за католике и православце. За православне под 7. јануаром, када је Јовањдан, наведено је: Сабор Јована Крст., а под 24. јуном, када се слави Ивањдан је наведено: Рођење Јов. Крст.
У црквеном календару СПЦ за 2020. годину, оба празника су црвено слово. Под 7./20. јануаром је наведено: Сабор Светог Јована Крститеља - Јовањдан, а под 24. јуном/7. јулом је наведено: Рођење Св. Јована Претече - Ивањдан.